# Хлорид тетрагидроксиламинплатины(II)
Хлорид тетрагидроксиламинплатины(II) — неорганическое вещество, комплексное соединение металла платины с формулой [Pt(NH2OH)4]Cl2. При нормальных условиях представляет собой бесцветные кристаллы.

## Получение
- Реакция тетрахлороплатината(II) калия с солянокислым гидроксилом:

{\displaystyle {\mathsf {K_{2}[PtCl_{4}]+4NH_{2}OH\cdot HCl\ {\xrightarrow {}}\ [Pt(NH_{2}OH)_{4}]Cl_{2}+2KCl+4HCl}}}
- Взаимодействие соляной кислоты с основанием Александера:

{\displaystyle {\mathsf {[Pt(NH_{2}OH)_{4}](OH)_{2}+2HCl\ {\xrightarrow {H_{2}O}}\ [Pt(NH_{2}OH)_{4}]Cl_{2}+2H_{2}O}}}

## Свойства
Хлорид тетрагидроксиламинплатины(II) образует бесцветное вещество.